# 实事求是

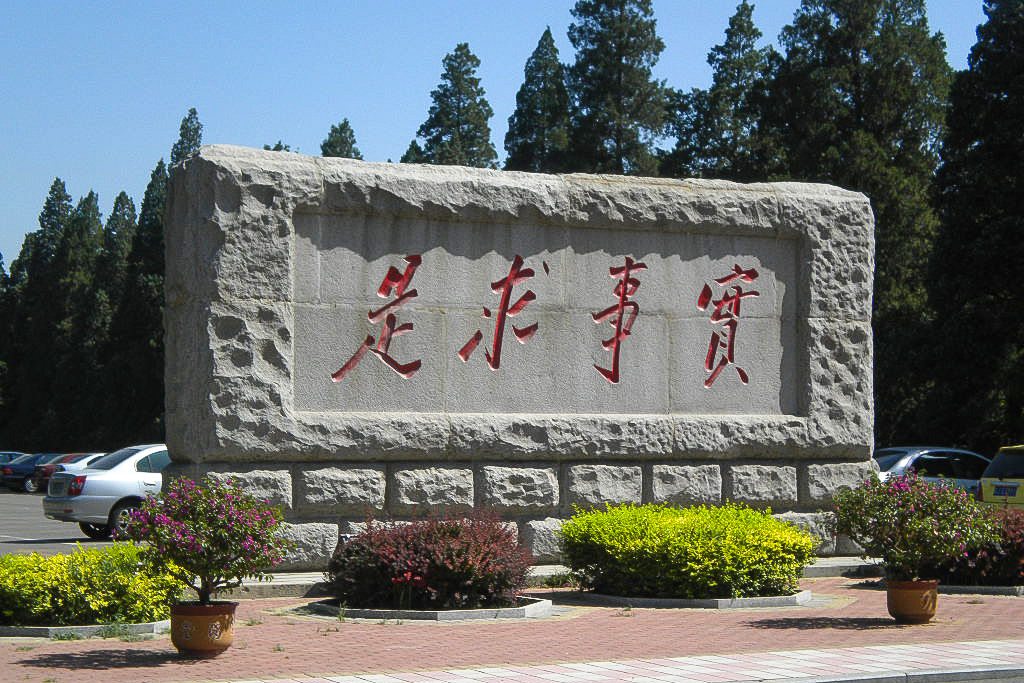
中共中央党校的“实事求是”石碑

实事求是，原指一种治学态度，始于汉代，流行于清代。后来毛泽东援引实事求是，并给予新的解释。
有不少学校的校训为“实事求是”，如原北洋大学、天津工商学院（津沽大学）（和毛泽东无关）、中国人民大学、中共中央党校（和毛泽东有关）。含“实事求是”：河海大学、中国青年政治学院、中国石油大学、宁波大学、湖南大学。“求是”：浙江大学。含“求是”：扬州大学、武汉大学、华中科技大学、华中农业大学、南京理工大学等。

## 词源
实事求是，语出《汉书·河间献王德传》：“河间献王德以孝景前二年立，修学好古，实事求是。从民得善书，必为好写与之，留其真，加金帛赐以招之。”刘德是汉景帝刘启之子，封在河间（今河北省河间市一带）为河间王，死后谥献，故称“河间献王”。他一生好藏书，收集了很多先秦时期的旧书，并且精心整理，他特别注重鉴别所收集的古典文本的真伪。他脚踏实地，刻苦钻研，使很多读书人深为赞叹，都愿意和他一起进行研究。刘德收藏古籍，有不少是出了高价收买来的，因为自从秦始皇焚书后，古文书籍比较少见。班固在编撰《汉书》时，替刘德立“传”，并在“传”的开头对刘德的好学精神作了高度评价，赞扬刘德“修学好古，实事求是”。意思是，刘德爱好古代文化，对古代文化的研究十分认真，总是在掌握充分的事实根据以后，才从中求得正确可靠的结论来。
清代兴考据之学，实事求是流行于学者之间，以表示做学问要尊重和依照古书的本义的严谨学风。岳麓书院将“实事求是”作为院训，牌匾悬挂在岳麓书院的讲堂内，为民国初期湖南公立工业专门学校校长宾步程撰。1917年湖南工专迁入岳麓书院办学，匾悬挂在此，抗日战争时期被日军飞机所炸，后来重制。毛泽东在1916年到1919年间曾寄居于岳麓书院，一般认为这是以后毛泽东引用“实事求是”的渊源。

毛泽东在1938年中共六届六中全会上首次引用实事求是：
|  | 共产党员应是实事求是的模范，又是具有远见卓识的模范。因为只有实事求是，才能完成确定的任务；只有远见卓识，才能不失前进的方向。 |

## 释义
实事求是，指从实际对象出发，探求事物的内部联系及其发展的规律性，认识事物的本质。通常指按照事物的实际情况办事。
实事求是在政治中指的是：一切从实际出发，理论联系实际，实事求是，在实践中检验真理和发展真理。
邓小平时期发展为“解放思想，实事求是”，並以此批判華國鋒的兩個凡是。
江泽民时期发展为“解放思想，实事求是，与时俱进”。
胡锦涛时期发展为“解放思想，实事求是，与时俱进，求真务实”。

## 錯別字
在現代漢語，「實事求是」經常被錯寫成「實是求是」、「實事求事」。